# 葛络干
贝尔纳多·哈辛托·葛络干-葛络干（西班牙語：Bernardo Jacinto Cólogan y Cólogan；1847年1月13日—1921年7月30日），是西班牙王國的外交官，曾担西班牙任驻中国公使。1900年中国爆发义和团运动，他曾被围困北京。1901年，作为西班牙代表与大清国钦命全权大臣李鸿章、奕劻进行谈判，之后签署了《辛丑条约》。